# Арутюнян, Самсон Степанович
Самсо́н Степа́нович Арутюня́н (арм. Սամսոն Ստեփանի Հարությունյան, 20 ноября 1861, Гандзакар, Кавказское наместничество — 1941) — армянский общественный деятель, один из основателей и лидеров Армянской народной партии, председатель Кавказского армянского благотворительного общества и Национального бюро, министр юстиции Демократической Республики Армения (4 ноября 1918 — 24 января 1919)

## Биография

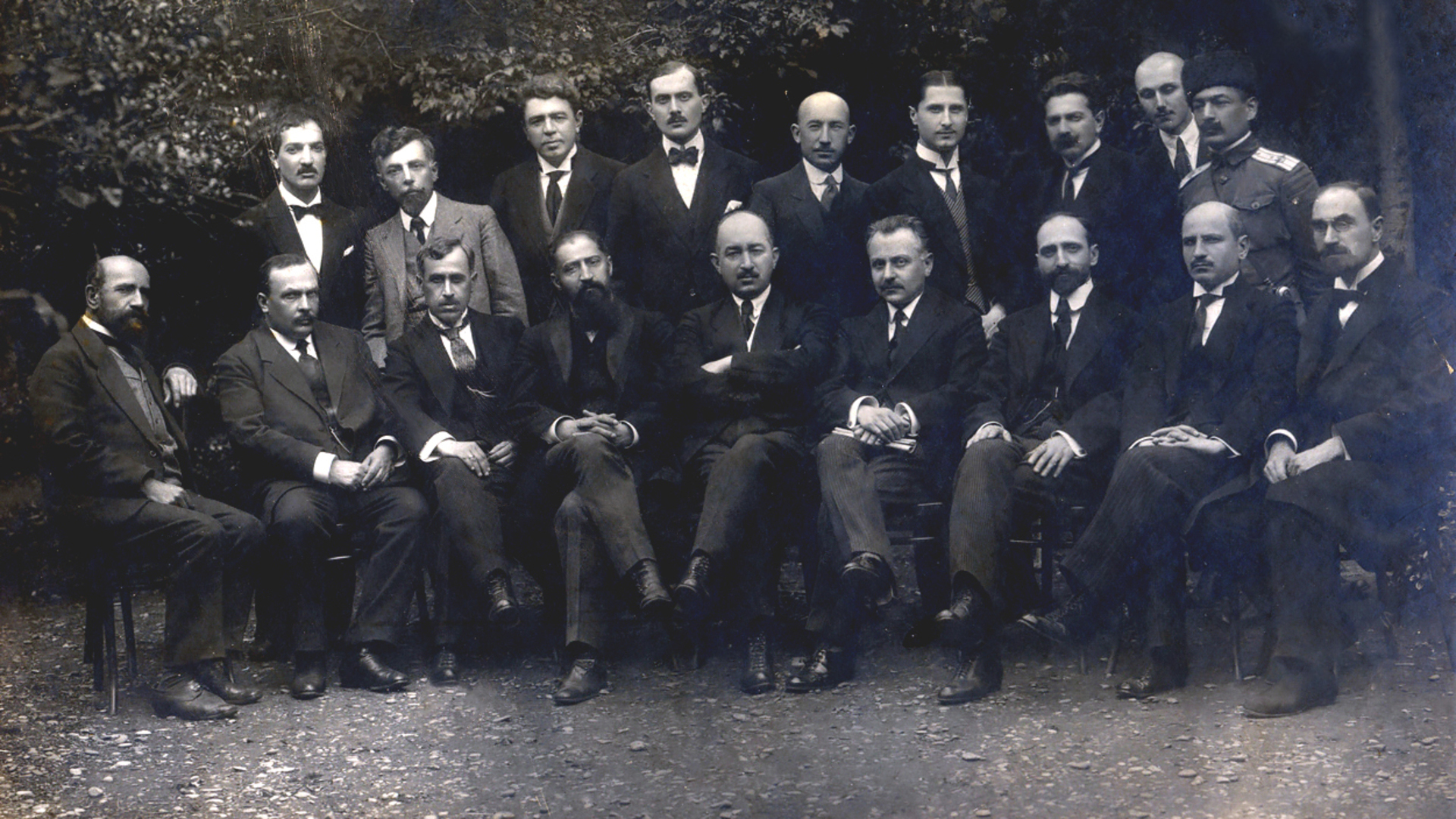
С. Арутюнян (сидит 2-й слева) среди делегатов Первой Конференции представителей кавказских республик в Тифлисе, 1919 г. Первый ряд в центре — Е. Гегечкори

С 1906 года входил в кадетскую партию.
В 1908 году назначен председателем Кавказского армянского благотворительного общества.
В 1914—1915 участвовал в создании армянских добровольческих отрядов. В 1915—1917 годах редактировал общественно-литературный еженедельник «Амбавабер», орган Кавказского армянского благотворительного общества. В 1917 году вступил в Армянскую народную партию, в 1919 году был избран заместителем председателя центрального комитета этой партии.
4 ноября 1918 года стал министром юстиции Демократической Республики Армения в правительстве Ованеса Каджазнуни. В 1919 году участвовал в конференции Закавказских государств.
После установления советской власти в Закавказье был сослан.